# Melbourne Stars
Die Melbourne Stars sind ein australisches Cricket-Franchise. Das Team spielt in der T20-Liga Big Bash League und ihr Heimatstadion ist das Melbourne Cricket Ground. Die Stadtrivalen in der Liga sind die Melbourne Renegades. Die Stars konnten die Big Bash League noch nicht gewinnen.

## Geschichte
Die Melbourne Stars wurden 2011 mit der Umstrukturierung und Einführung der neuen Liga Big Bash League gegründet. Am 6. April 2011 wurden sie zusammen mit den anderen Teams der Liga vorgestellt und die Farbe Grün zugewiesen. Als Stadion wurde ihnen der Melbourne Cricket Ground zugewiesen und damit dem Stadion des Teams von Victoria. Als Kapitän wurde Cameron White ernannt. Überseespieler der ersten Saison waren die Engländer Luke Wright und Jade Dernbach. In der ersten Saison erreichten sie mit vier Siegen in sieben Spielen den vierten Platz und qualifizierten sich für das Halbfinale. Dort unterlag das Team den Perth Scorchers mit 11 Runs.
Der neue Kapitän zur zweiten Saison wurde Shane Warne. In der Saison platzierte man sich dieses Mal an der dritten Stelle. Im Halbfinale traf man wieder auf Perth und verlor dieses Mal mit 8 Wickets (D/L), nachdem der schon sicher geglaubte Sieg beim letzten Ball durch ein No Ball zunichtegemacht wurde. Dabei wurde Warne mit einer Geldstrafe belegt, da er auf Grund von zu langsamer Spielweise der Mannschaft zuvor eine Verwarnung erhielt und unter Schein die Kapitänswürde abgab um einer möglichen zweiten Verwarnung und damit einer Sperre für das mögliche Finale zu entgehen.
In der Saison 2013/14 gewann Melbourne alle acht Spiele und wurde Tabellenerster. Im Halbfinale traf man auf die Hobart Hurricanes, verlor das Spiel jedoch mit 7 Wickets.
Zur Saison 2014/15 wurde der Engländer Kevin Pietersen verpflichtet und mit fünf Siegen der dritte Platz erreicht, der das vierte Halbfinale in Folge ermöglichte. Dort schied das Team jedoch auch zum vierten Mal in Folge aus, als man mit 18 Runs abermals gegen Perth unterlag.
Nuer Kapitän für die Saison 2015/16 wurde David Hussey. In der Vorrunde erreichte man mit Platz zwei abermals das Halbfinale und spielte dort gegen Perth. Dieses Mal gewann man dieses jedoch erstmals mit sieben Wickets und qualifizierte sich so für das Finale. Dort traf man auf die Sydney Thunder, verlor jedoch mit drei Wickets.

## Abschneiden in der Big Bash League
| Jahr    | Spiele | Siege | Niederlagen | No Result | Endplatzierung (Vorrunde) |
| ------- | ------ | ----- | ----------- | --------- | ------------------------- |
| 2011/12 | 7      | 4     | 3           | 0         | Halbfinale (4/8)          |
| 2012/13 | 8      | 5     | 3           | 0         | Halbfinale (3/8)          |
| 2013/14 | 8      | 8     | 0           | 0         | Halbfinale (1/8)          |
| 2014/15 | 8      | 5     | 3           | 0         | Halbfinale (3/8)          |
| 2015/16 | 8      | 5     | 3           | 0         | Finale (2/8)              |
| 2016/17 | 8      | 4     | 4           | 0         | Halbfinale (4/8)          |
| 2017/18 | 10     | 2     | 8           | 0         | Vorrunde (8/8)            |
| 2018/19 | 14     | 7     | 7           | 0         | Finale (4/8)              |
| 2019/20 | 14     | 10    | 4           | 0         | Finale (1/8)              |